# Twoubadou
Le troubadour (ou en créole haïtien twoubadou) est un genre populaire de musique à base de guitare originaire d'Haïti qui occupe une place importante et de longue date dans la culture haïtienne. Le mot vient de troubadour, un poète-musicien médiéval qui écrivait et chantait des chansons sur l'amour. Comme les troubadours d'autrefois, le twoubadou haïtien est un chanteur-compositeur qui raconte l'amertume et l'humour de l'amour, avec des paroles souvent osées ou suggestives.

## Histoire
Le twoubadou est développé au début du XXe siècle. Il combine une musique dérivée des traditions Guajira de Cuba (qui est apparentée à la tradition musicale de Porto Rico) avec un style musical haïtien appelé Merengue. Le twoubadou est issu des travailleurs migrants haïtiens qui allaient travailler comme coupeurs dans les plantations de sucre à Cuba et qui faisaient des allers-retours pour récolter la culture saisonnière au début du siècle. Les instruments de l'ensemble sont portatifs, car la plupart des twoubadou doivent transporter toutes leurs possessions entre Haïti et les champs de canne à sucre à l'étranger. Il se caractérise par l'utilisation des instruments acoustiques suivants : une ou deux guitares acoustiques, un accordéon et des instruments de percussion. Il comprend également une paire de maracas ou un graj, un Tambûr et un grand lamellophone à trois à cinq touches appelé manibula, maniba ou malimba (selon la région géographique) qui produit le son d'une guitare basse. Fidèles aux troubadours occitans d'origine, la musique et ses paroles évoquent généralement des images d'amour véritable et de relations durables.